# Deleni (Vaslui)
Pour les articles homonymes, voir Deleni.
Deleni est une commune du județ de Vaslui en Roumanie.